# Astragalus lorinserianus
Astragalus lorinserianus là một loài thực vật có hoa trong họ Đậu. Loài này được Freyn miêu tả khoa học đầu tiên.